# Wix.com
Wix.com (en hebreu: ויקס) és una plataforma online que permet crear webs, llocs mòbil i pàgines de Facebook amb tecnologia HTML 5 de manera gratuïta o de pagament i pensada per aquells usuaris que no tenen un coneixement extens del llenguatge HTML. Wix competeix amb altres plataformes de creació web del mateix estil com ara Google Sites, Webnode, WordPress.com, Jimdo, Webs, Weebly o la lliure (de codi obert) Silex.

## Història
La companyia va ser fundada a Israel el 2006 per Avishai Abrahami, Abrahami Nadav i Kaplan Giora i va ser llançada al juny de 2008. Té la seu a Tel-Aviv i oficines a Beerxeba, San Francisco, Nova York, Dnipro, Kíev i Vílnius, i va comptar amb el suport dels socis inversors de capital de risc Insight Venture Partners, Mangrove Capital Partners, Bessemer Venture Partners i Benchmark Capital.
El novembre del 2013 Wix va entrar al NASDAQ.

## Funcionament
Per crear una web en HTML els usuaris han d'enregistrar-se creant-se un compte Wix. A continuació han d'escollir una plantilla i anar modificant amb l'editor online de Wix tot el contingut a les seves necessitats, pujant fotografies, vídeos, canviant i afegint textos, etc. També es pot utilitzar la biblioteca de la web on hi ha contingut gràfic. L'opció web gratuïta té poques opcions d'edició i serveis. Amb l'altra opció, de pagament, els usuaris poden connectar la web amb un domini propi així com ampliar els serveis i les opcions de disseny.
Un cop acabat el disseny hi ha dues opcions de publicació: com a pàgina web, en aquest cas Wix et proporciona un URL, o incrustar-lo en un blog o un altre lloc web, en què Wix et proporciona el embed corresponent.